# Afrotragulus
L'afrotragulo (gen. Afrotragulus) è un mammifero artiodattilo estinto, appartenente ai tragulidi. Visse alla fine del Miocene inferiore (circa 17 milioni di anni fa) e i suoi resti fossili sono stati ritrovati in Africa orientale.

## Descrizione
Questo animale doveva essere molto simile all'attuale tragulo pigmeo (Moschiola meminna), sia come aspetto che come dimensioni, e non doveva pesare che pochi chilogrammi. Rispetto agli altri tragulidi, Afrotragulus era caratterizzato da una dentatura particolare: i molari inferiori erano alti e stretti (dentatura selenodonte), al contrario di quelli degli altri tragulidi coevi (come Dorcatherium) in cui i molari sono bassi e larghi (dentatura bunodonte).

## Classificazione
Il genere Afrotragulus è stato istituito nel 2010 per accogliere una specie di tragulide precedentemente descritta da Pickford come Dorcatherium moruorotensis, rinvenuta in Kenya in terreni del Miocene inferiore. Un'altra specie keniota leggermente più grande, precedentemente ascritta a Dorcatherium (D. parvum, Withworth 1958) è stata ascritta ad Afrotragulus (Sanchez et al., 2010). Altri fossili ascrivibili a questo genere sono stati ritrovati in terreni un poco più antichi della Namibia, così come da terreni pressoché coevi in Uganda.

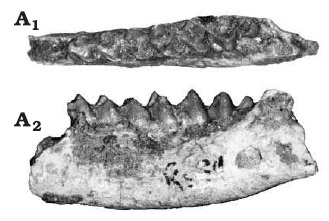
Mandibola di Afrotragulus parvus

Afrotragulus rappresenta uno dei più antichi esempi di tragulidi noti, ed è già molto specializzato. Sembra che il suo più stretto parente possa essere l'asiatico Siamotragulus, anch'esso del Miocene inferiore e anch'esso dotato di una dentatura specializzata. Queste due forme apparentemente endemiche di Africa e Asia convissero con altri tragulidi dalla dentatura più primitiva e bunoselenodonte (Dorcabune in Asia e Dorcatherium in Africa), e ciò suggerisce che i tragulidi andarono incontro a un'importante (benché ancora in larga parte sconosciuta) radiazione evolutiva prima ancora del loro record fossile a inizio Miocene.